# Faro de Adra
El faro de Adra es un faro marítimo situado en Adra (provincia de Almería, España), sobre la costa del mar Mediterráneo.

## Historia
La importancia de Adra como puerto de mar se remonta al siglo VIII a. C., época de la fundación de la ciudad por parte de los fenicios con el nombre de Abdera. El primer proyecto de la construcción de un faro data de 1861.
El faro actual es heredero de otro construido en 1896 en la desembocadura del río Grande de Adra, y que destruyó un temporal. Este primer faro moderno fue sustituido entonces por otro, levantado en 1899, ya en el casco urbano. 
Tras la Desbandá, el faro de Adra se encontraba a pocos kilómetros del frente de la Guerra civil española, por lo que por temor a que pudiera servir de referencia a la aviación franquista fue encendido y apagado con frecuencia. Pocas semanas después se excava una trinchera a su alrededor, cortando el camino de acceso. El 24 de junio de 1937 fue ametrallado sufriendo daños de poca gravedad.
Sin embargo, su baja altura dificultaba la visión de las señales marítimas, de modo que se sustituyó por un tercero, instalado en una torre de bandas blancas y rojas e inaugurado en 1986 y que es el actual, situado también en entorno urbano (el anterior hace hoy día las veces de centro de Protección Civil). La torre sobre la que está instalado tiene 26 metros de altura, lo que otorga un plano focal de 49 m, lo que evita la confusión con la iluminación urbana.